# Pompu
Pompu är en ort och kommun i provinsen Oristano i regionen Sardinien i Italien. Kommunen hade 253 invånare (2017).